# Гика
Гика (Ghyka, Ghica) — вельможный балканский род албанского происхождения. Их прародиной является село Лабова-э-Маде (Labova e Madhe) на юге Албании. Затем многие представители этого рода перебрались в македонский город Велес, откуда широко расселились по Балканам. Начиная с XVII века род Гика дал много молдавских и валашских господарей. В Российской империи за его представителями был признан княжеский титул.
Основатель дунайской династии, Георгий Гика был назначен Портою в 1658 году молдавским, а в 1660 году валашским господарём. Григорий, сын Георгия, был господарём Валахии в 1660—1664 и 1672—1673 годах. Григорий II был попеременно господарём то Молдавии, то Валахии (1727—1752). Григорий III, бывший сначала драгоманом в Порте, сделался в 1768 году, во время Русско-турецкой войны, господарём Валахии, где даровал протестантам свободу вероисповедания. Несмотря на его вражду к России, императрица Екатерина II всё-таки утвердила его господарём Молдавии при заключении мира в 1774 году. За противодействие уступке Буковины Австрии он был задушен по повелению Порты (1777).
Эклектичная резиденция князей Гика принадлежит к числу главных достопримечательностей города Комэнешти. Григорий IV Гика выстроил новый дворец в стиле классицизма в самом Бухаресте. На территории парка — небольшая церковь, служащая фамильной усыпальницей.

## Правители из рода Гика
Валашские господари
- Георгий I Гика (1659—1660)

Портрет Зои Гика, молдавской принцессы (худ. Александр Рослин),(1777)

- Григорий I Гика (1660—1664, 1672—1673)
- Григорий II Гика (1733—1735, 1748—1752)
- Матей II Гика (1752—1753)
- Скарлат I Гика (1758—1761, 1765—1766)
- Александр I Гика (1766—1768)
- Григорий III Гика (1768—1769)
- Григорий IV Гика (1822—1828)
- Александр II Гика (1834—1842)

Молдавские господари
- Георгий Гика (1658—1659)
- Григорий II Гика (1726—1733, 1735—1739, 1739—1741, 1747—1748)
- Матей Гика (1753—1756)
- Скарлат Гика (1757—1758)
- Григорий III Гика (1764—1767, 1774—1777)
- Григорий Александр Гика (1849—1853, 1854—1856)

Премьер-министры Румынии
- Ион Гика (1866—1867, 1870—1871)
- Димитрие Гика (1868—1870)

## Прочие представители
- Елена Гика (1828—1888) — писательница и альпинистка, живописец, автор трактата «Албанцы в Румынии: История князей Гика» (1873).
- Иоан Григоре Гика (1830—1881) — министр иностранных дел Румынии (1862—1863), министр обороны (1865—1866), посол в Петербурге.
- Димитрие Гика-Комэнешти (1839—1923) — румынский парламентарий, путешественник по Африке.
- Владимир Гика (1873—1954) — католический священник, беатифицирован как мученик (жертва коммунистического террора).
- Гика, Димитрие И. (1875–1967)]] — румынский министр иностранных дел (1931—1932).
- Матила Гика (1881—1965) — автор книг на исторические темы, румынский посол в Лондоне.
- Никос Гикас (1906-1994) — греческий художник и искусствовед
- Джон Н. Гика (?–?) – бригадир принц Гика, полковник Ирландской гвардии[англ.] Британской королевской гвардии в 1973–1976 гг.
- Кристофер Гика[англ.] (ок. 1973) – принц Гика, сын Джона Гика, генерал-майор Ирландского полка Британской гвардии, командующий Дивизией Британской королевской гвардии[англ.] и Лондонским военным округом с 2019 года.